# Braksa
Braksa (franska: Braksa (CR), Braksa (Commune Rurale), arabiska: تويسيت (البلدية)) är en kommun i Marocko.   Den ligger i provinsen Khouribga och regionen Béni Mellal-Khénifra, i den nordöstra delen av landet, 120 km söder om huvudstaden Rabat. Antalet invånare är 7 334.